# Машинист
Машини́ст — машинный мастер, механик, лицо, основным видом профессиональной деятельности которого является управление различного рода машинами (с двигателем мощностью более 110,3 кВт) , а также обслуживание и ремонт их двигателей.

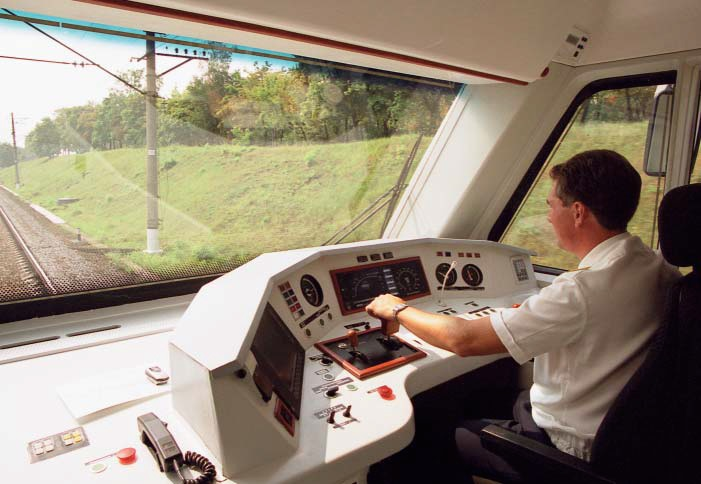
Машинист электропоезда в России

## История
Ранее в Морских силах Российской империи машинист — специалист рядового состава на кораблях флота, в обязанности которого входит управление главными машинами и вспомогательными механизмами и уход за ними. Для подготовки, в России, машинистов, как корабельных нижних чинов, существовали Школы морского ведомства. Для приготовления опытных машинистов было учреждена Школа машинных квартирмейстеров (унтер-офицеров), в Кронштадте, из двух классов, с годичным курсом в каждом. На Русском, позднее и Советском флоте, в зависимости от вида и типа корабля, машинисты вместе с кочегарами, во время плавания, образовывали особую машинную команду экипажа.
Соответственно, слово машинист всегда уточняется типом машин. Например, в российском Едином тарифно-квалификационном справочнике работ и профессий рабочих (ЕТКС) описано 400 профессий машинистов. Краткий список профессий:
- Машинист башенного крана (в обиходе часто называют крановщик)
- Машинист бульдозера (в обиходе часто называют бульдозерист)
- Машинист комбайна (в обиходе часто называют комбайнёр)
- Машинист компрессора
- Машинист котельной установки судна (в обиходе часто называют судовой кочегар)
- Машинист локомотива
- Машинист помповой (в обиходе часто называют донкерман)
- Машинист технологических компрессоров (на газокомпрессорных станциях в системе трубопроводного транспорта природного газа)
- Машинист технологических насосов
- Машинист турбогенератора
- Машинист экскаватора (в обиходе часто называют экскаваторщик)
- Тракторист-машинист (в обиходе часто называют также как и просто тракториста — тракторист).
- и так далее[8].

Ряд профессий, связанных с управлением некоторыми машинами, никогда не носили названия машинист, например, водитель автомобиля (шофёр), а не «машинист автомобиля» (водители, обслуживающие автомобили большой мощности — механики-водители); пилот, а не «машинист самолёта».
Ряд профессий, связанных с управлением некоторыми машинами, ранее носили название машинист, но в настоящее время называются по-другому, например, машинист трамвая в настоящее время — водитель трамвая, а машинистов котла называют сейчас «операторами котла», так как раньше машинисты трамваев сами их ремонтировали, сейчас они только водят, а котлы сейчас в основном стационарные и управление ими дистанционное с пульта, сами тоже не ремонтируют.

## Звания
На Русском флоте существовали звания у нижних чинов:
- ученик машиниста, в период обучения;
- машинист второй статьи[6], по выдержании испытания (экзаменов на заведование);
- машинист первой статьи[6], по истечении не менее года службы, и по выдержании испытания.